# 뉴욕 대학교
뉴욕 대학교(영어: New York University; NYU)는 미국 뉴욕주 뉴욕에 있는 최상위권 사립 연구 중심 명문 대학이다. 뉴욕 대학교는 1831년에 세워졌으며, 국제 대학으로서 학생들은 포털 캠퍼스인 뉴욕 대학교 아부다비와 뉴욕 대학교 상하이에서 졸업할 수 있을 뿐만 아니라 전 세계 12곳에 있는 학술관에서 공부할 수 있다.
2019년 3월을 기준으로 38명의 노벨상 수상자와 8명의 튜링상 수상자, 5명의 필즈상 수상자, 30명 이상의 퓰리처상 수상자, 30명 이상의 아카데미상 수상자, 수백 명의 전미과학공학의학한림원 회원과 미국 의회 의원 등이 뉴욕 대학교를 졸업했거나 뉴욕 대학교에서 가르쳤다.

## 역사
토머스 제퍼슨과 제임스 매디슨 정부에서 미국의 재무장관을 지낸 앨버트 갤러틴은 "이 엄청난 빠르게 성장하는 도시에서 …… 모두에게 열린 합리적이고 실용적인 교육 체계"를 세울 의향을 내비쳤다. 1830년에 뉴욕 시청사에서 3일동안 열린 문학 과학 회의에서 100명이 넘는 대표단들이 새 대학을 세우기 위한 조건을 논의했다. 이 자리에 모인 뉴욕 시민들은 신분이나 사회 계급이 아닌 실력에 따라 입학할 젊은이들을 위한 대학이 필요하다고 믿었다.
1831년 4월 18일에 상인과 은행가, 중개인 등으로 이루어진 뉴욕 유력가들의 지원으로 교육기관이 세워졌고 초대 총장으로 앨버트 갤러틴이 올랐다. 1831년 4월 21일에는 뉴욕주 의회로부터 인가를 받고 뉴욕 대학교(University of the City of New York)가 됐다. 뉴욕 대학교는 초창기부터 New York University 로 이름을 알렸고, 1896년에는 공식적으로 이름을 New York University 로 바꾸었다. 1832년에 뉴욕 대학교는 뉴욕 시청사 근처의 4층 건물인 클린턴 관의 방들을 빌려 첫 수업을 열었다. 1835년에는 뉴욕 대학교의 첫 전문학교인 법학대학원을 열었다. 비록 새로운 대학을 세울 수 있었던 원동력 가운데 하나는 복음주의 장로교인들의 반응 덕분이었으나, 뉴욕 대학교는 그 당시 미국의 여러 대학들과는 달리 종파와 관련 없이 세워졌다.
1917년에 뉴욕 대학교는 9,300명의 학생들이 다니면서 미국에서 가장 큰 대학 가운데 한 곳이 됐다. 뉴욕 대학교는 설립 당시 워싱턴 스퀘어 공원의 교정을 기반으로 했지만, 기존의 교정이 학생 과다 현상을 보이자 브롱크스의 유니버시티 하이츠에 새 교정 부지를 샀다. 뉴욕 대학교는 또한 뉴욕의 외곽 개발에 발맞춰 가려 했는데, 1894년에 브롱크스로 옮겨간 뉴욕 대학교의 결정은 당시 총장이었던 헨리 맥크래켄의 주도로 이루어졌다. 유니버시티 하이츠의 새 교정은 워싱턴 스퀘어 공원의 교정보다 더 넓었으며, 결과적으로 뉴욕 대학교의 대부분의 건물들이 유니버시티 하이츠에 자리를 잡았다. 뉴욕 대학교의 행정처도 새 교정으로 이동했지만 대학원은 워싱턴 스퀘어 공원에 남았다. 1914년에는 뉴욕 대학교의 학부로 워싱턴 스퀘어 칼리지가 세워졌고, 1935년에는 나소 칼리지 – 호프스트라 기념 롱아일랜드 헴스테드 뉴욕 대학교를 열었으며 이는 나중에 완전한 독립 기관인 호프스트라 대학교(Hofstra University)가 됐다.
1960년대 후반과 1970년대 초에 금융 위기가 뉴욕 정부를 덮쳤고, 뉴욕 대학교 등 뉴욕의 여러 기관들에도 문제가 번졌다. 임박한 파산의 압박을 느낀 당시 총장 제임스 맥노튼 헤스터는 1973년에 유니버시티 하이츠 교정을 뉴욕 시립 대학교에 매각했다. 또한 뉴욕 대학교의 이공대학은 브루클린 공과대학교로 합병됐는데, 이는 2014년에 다시 뉴욕 대학교로 합병돼 뉴욕 탠던 이공과대학교가 됐다. 1980년대에 존 브래디머스 총장의 지도 아래에 뉴욕 대학교는 대학 시설을 최신화하는 데 거의 모두 소비된 10억 달러 캠페인을 시작했는데, 15년 안에 끝내도록 한 캠페인이었지만 10년만에 마쳤다. 2003년에 총장 존 섹스턴은 교원 및 재정 지원에 쓸 25억 달러 캠페인을 시작했다.
2007년부터 2018년까지 뉴욕 대학교에 지원하는 학생들의 숫자는 약 35,000명에서 85,000명으로 114%가 늘어났다. 이로 인해 합격률은 낮아졌으며, 2021년에는 지원자 중 합격률 약 12%를 기록했다. 2022~2023년에도 10만명이 넘는 학생들이 지원하였으며 이 중 약 8% 만 합격하여 합격률 8%로 매우 어려워졌다.

## 캠퍼스
뉴욕 대학교의 뉴욕 캠퍼스는 맨해튼과 브루클린 사이에 있는 171동 이상의 건물들을 포함한다. 맨해튼에 있는 대부분의 학교 건물들은 남쪽으로 하우스턴가, 동쪽으로 브로드웨이, 북쪽으로 14번가, 서쪽으로 6번가 사이의 0.93 km² 부지에 있다. 뉴욕 대학교의 중심부 건물들은 워싱턴 스퀘어 공원을 감싸고 있다. 뉴욕 대학교는 뉴욕 캠퍼스 이외에도 외국에 있는 두 곳의 포털 캠퍼스와 12곳의 학술관에 49동의 건물들이 있다.
대략 12,000명의 학부생들과 대학원생들이 살고 있는 기숙사는 2007년 기준으로 미국에서 7번째로 큰 기숙사였으며, 사립 대학 가운데에서는 가장 큰 기숙사 가운데 한 곳이었다.

### 워싱턴 스퀘어 캠퍼스
1970년대 후반 이후로 뉴욕 대학교의 중심부는 그리니치빌리지 중심부의 워싱턴 스퀘어 공원에 있었다. 뉴욕 대학교는 2007년까지 학위 수여식을 워싱턴 스퀘어 공원에서 했으나, 2008년에 워싱턴 스퀘어 공원의 정비로 장소를 양키 스타디움으로 옮겼다. 1990년대에 뉴욕 대학교는 유니언 스퀘어 부근에 기숙사를 지었다.
뉴욕 대학교는 극장과 공연 시설들을 운영하고 있으며 뉴욕 대학교의 음악원과 티시 예술대학에서 쓰기도 한다.

## 교육

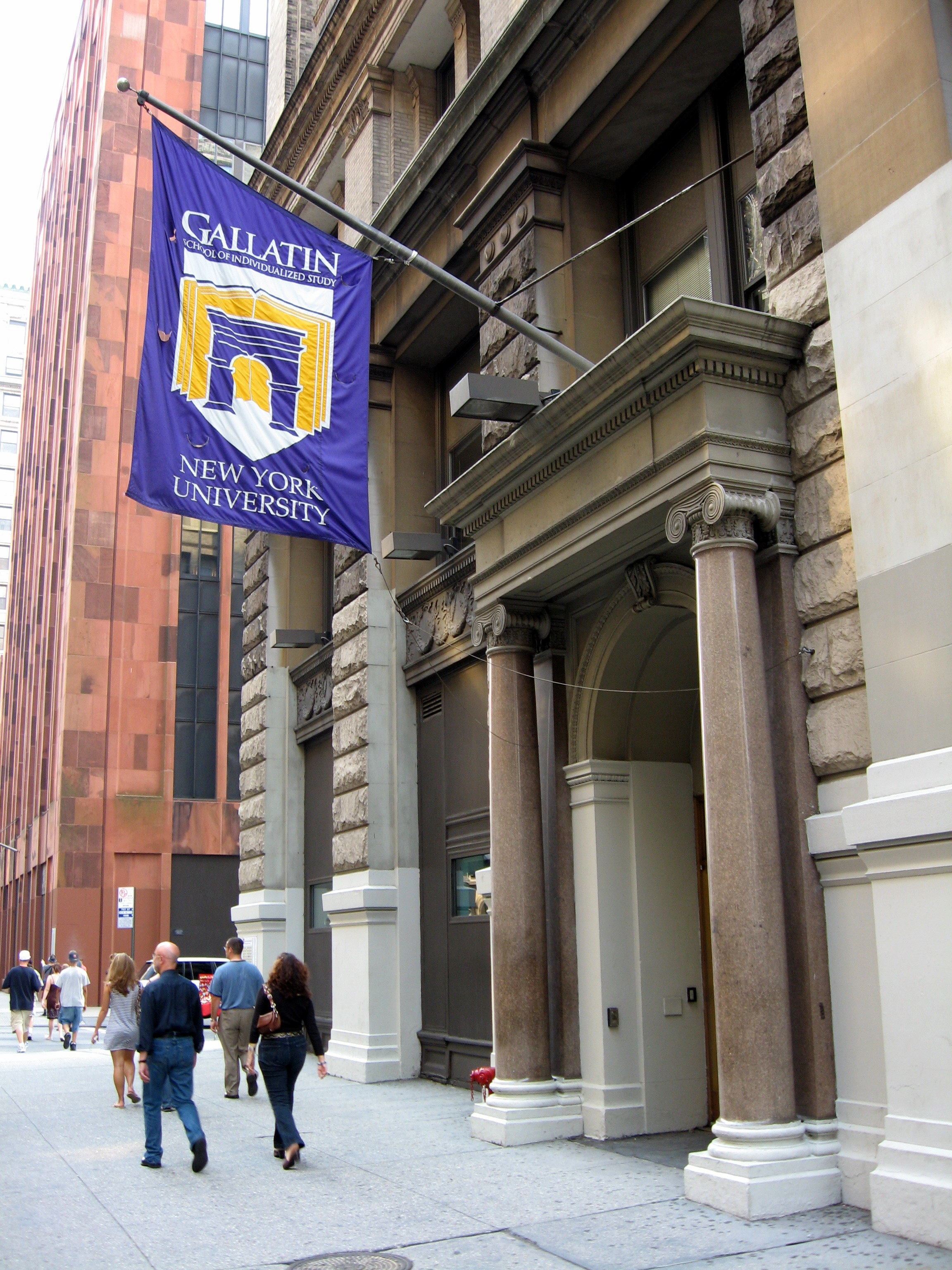
갤러틴 개별연구대학에 걸린 뉴욕 대학교의 깃발

### 입학
뉴욕 대학교의 입학 난이도는 매우 어렵다. 2021년 가을 학기에 합격한 신입생(Class of 2025)의 경우, 10만명 이상의 지원자 가운데 약 12% 가 합격했다. 합격생들의 평균 고등학교 학점은 소속 고등학교의 최상위권 이내였고, SAT 점수의 중간값은 1600점 만점에 1540점이었다. 상위 1%이내에 해당하는 성적이다. 뉴욕 캠퍼스의 학생대 교수 비율은 9:1고, 아부다비 캠퍼스와 상하이 캠퍼스에서는 더 낮다. 사실상 아이비 리그급 대학이다. 뉴아이비리그 학교로도 불린다.

### 구성
뉴욕 대학교는 사립, 세계화, 비교파, 비영리, 고등 교육기관으로 10개의 학부 단과대학과 15개의 대학원으로 이루어져 있다. 10개의 학부는 다음과 같다.
- 갤러틴 개별연구대학(Gallatin School of Individualized Study)
- 국제자유과(Liberal Studies Program)
- 로리 마이어스 간호대학(Rory Meyers College of Nursing)
- 문리대학(College of Arts and Sciences)
- 스타인하트 문화교육인간발달대학(Steinhardt School of Culture, Education, and Human Development)
- 스턴 경영대학(Stern School of Business)
- 실버 사회복지대학(Silver School of Social Work)
- 전문연구대학(School of Professional Studies)
- 탠던 공과대학(Tandon School of Engineering)
- 티시 예술대학(Tisch School of the Arts)

15개의 대학원은 다음과 같다.
- 갤러틴 개별연구대학원(Gallatin School of Individualized Study)
- 국제공중보건대학원(College of Global Public Health)
- 법학대학원(School of Law)
- 도시과학진보대학원(Center for Urban Science and Progress)
- 로리 마이어스 간호대학원(Rory Meyers College of Nursing)
- 로버트 F. 와그너 공공사업대학원(Robert F. Wagner Graduate School of Public Service)
- 문리대학원(Graduate School of Arts and Science)
- 스타인하트 문화교육인간발달대학원(Steinhardt School of Culture, Education, and Human Development)
- 스턴 경영대학원(Stern School of Business)
- 실버 사회복지대학원(Silver School of Social Work)
- 의학대학원(School of Medicine)
- 전문연구대학원 (School of Professional Studies)
- 탠던 공과대학원(Tandon School of Engineering)
- 티시 예술대학(Tisch School of the Arts)
- 치의학대학원(College of Dentistry)

뉴욕 대학교에는 뉴욕에 있는 주캠퍼스뿐만 아니라 두 곳의 포털 캠퍼스와 12곳의 학술관이 있다. 포털 캠퍼스인 뉴욕 대학교 상하이와 뉴욕 대학교 아부다비는 정식 대학으로, 이곳의 학생들은 4년동안 뉴욕의 주캠퍼스에 가지 않고서도 학사 학위를 받을 수 있다. 뉴욕 대학교 상하이와 뉴욕 대학교 아부다비에서는 보다 많은 장학금 및 재정 지원을 제공하고 있는데, 뉴욕 대학교 상하이에서는 학비, 기숙사비 및 식비, 교재비, 건강보험료 등이 제공되며 뉴욕 대학교 아부다비에서는 추가적으로 학생들이 방학 때 일 년에 두 번씩 본국으로 여행할 수 있는 여행 경비와 학교 활동비, 개인 활동비 등이 제공된다. 또한 뉴욕 대학교의 학생들은 런던과 로스앤젤레스, 마드리드, 베를린, 부에노스아이레스, 시드니, 아크라, 워싱턴 D.C., 텔아비브, 파리, 프라하, 피렌체에 있는 학술관에서 1년까지 지내며 공부할 수 있다. 뉴욕 대학교는 2018년을 기준으로 지난 5년동안 다른 어떤 대학들보다도 많은 학생들을 외국으로 파견하고 많은 외국인 학생들을 받아들인 것으로 나타났다.

### 순위
뉴욕 대학교는 2021년을 기준으로 QS 세계 대학 랭킹에서 미국의 대학 가운데 9위를 기록했고, 세계 대학 학술 랭킹에서 22위를 기록했으며, 《비즈니스 인사이더》의 순위에서는 27위, 《U.S. 뉴스 & 월드 리포트》의 순위에서는 28위를 기록했다.
미국 순위에서는 타임스 고등교육 세계 대학 랭킹에서 17위를 기록했고, 세계 대학 학술 랭킹에서 27위를 기록했으며 QS 세계 대학 랭킹에서 35위를 기록했다.
스턴 경영대학은 2019년에 《U.S. 뉴스 & 월드 리포트》의 미국 경영대학 학부 순위에서 5위를 기록했으며, 이 가운데 금융 전공과 국제경영 전공은 2위, 시장 관리 전공은 3위, 부동산 전공과 계량분석 전공은 4위, 회계 전공은 9위, 경영 정보 시스템은 10위를 기록했다.
전문대학원 가운데에는 법학대학원이 2021년 《U.S. 뉴스 & 월드 리포트》의 미국 대학원 순위에서 6위를 기록했고, 스턴 경영대학원이 2위를 기록했으며 교육대학원은 7위, 의학대학원은 2위, 치의학대학원은 3위를 기록했다. 일반대학원 전공에서는 수학 전공이 5위, 사회학 전공과 경제학 전공이 7위, 사회복지학 전공이 5위를 기록했다. 2018년에 외교 전문지인 《포린 폴리시》는 뉴욕 대학교의 국제관계학 학사 과정을 세계 27위, 석사 과정을 22위, 박사 과정을 21위로 꼽았다.
연계전공으로, 치의학 7년제 통합 BA/DDS 프로그램의 경우 입학한 학생들은 CAS 소속 Biology 전공으로 입학하여, 이후에 조건을 만족하면 College of Dentistry (치의학 대학원)에 자동 입학된다. 학부-대학원 프리패스로 7년만에 NYU 치의학 대학원 졸업자가 될 수 있다. 보통은 4년간의 대학과정을 마치고 대학원으로 지원을 해야 하는 것에 비해 훨씬 빠르고 안정적인 방식이니 참고하도록 하자. 치의학 대학원인 College of Dentistry는 전미 순위 3위를 자랑하고 있다. 통합 7년제 치대 입학 난이도는 아이비리그급 이상이다. 7년제 통합 치과대학은 2021년 기준 요강에 전세계 고등학생 지원자중 10명만을 선발한다. 여기 떨어지고 하버드, 예일 등에 합격하는 사례도 꽤 있다.
2021년 프린스턴 리뷰에 따르면, 학생들이 가장 가고 싶어하는 드림스쿨 1위는 하버드, 2위는 스탠포드, 3위는 뉴욕대(NYU), 4위는 컬럼비아, 5위는 UCLA로 나타났다. 2006년에는 1위였다.

## 동문
뉴욕 대학교의 동문들은 사회와 학계, 문화 예술계 등 많은 분야에서 활동하고 있다. 2019년 기준으로 38명의 노벨상 수상자를 배출했다. 미래학자 앨빈 토플러, 연방준비제도 이사회 의장 앨런 그린스펀,  울프상과 아벨상을 수상한 수학자 럭스 페테르, 노벨 평화상을 수상한 미국의 국무장관 엘리후 루트와 국제 원자력 기구 사무총장 무함마드 엘바라데이, 뉴욕주 주지사 새뮤얼 J. 틸던, 뉴욕시 시장 피오렐로 라과디아와 루돌프 줄리아니, 빌 더블라지오,  역사학자 하워드 진, 중화민국의 총통 마잉주, 파나마의 대통령 기예르모 엔다라, 스페인 공주 크리스티나, 미국의 대통령 존 F. 케네디의 아들 존 F. 케네디 주니어, IBM 공동설립자 찰스 플린트, 켈로그 콘플레이크 공동창시자 존 하비 켈로그, 제록스 회장 겸 CEO 우술라 번스, 록히드 마틴 회장 겸 CEO 로버트 J. 스티븐스, 로펌 왁텔의 설립 변호사들, 영화 감독 크리스 콜럼버스, 극작가 닐 사이먼, 희극 배우 앤디 샘버그, 배우 크리스 에반스, 앤 해서웨이, 앨릭 볼드윈, 챈드라 윌슨, 마이클 C. 홀, 리사 에델스틴, 다코타 패닝 등이 졸업했고, 트위터 공동 설립자 잭 도시, 영화 감독 겸 배우 우디 앨런, 배우 안젤리나 졸리, 알렉시스 블레델, 가수 레이디 가가 등이 다녔었다.
한인 동문에는 전두환 전 대통령의 손자 전우원, 대한민국의 국무총리 노재봉, 서울대학교 총장 오연천, 한양대학교 총장 김종량, 대한민국의 국회의원 김명회, 최인규, 유기준, 두산중공업 회장 박용성, 두산그룹 회장 박용오, 매일경제 대표이사 회장 장대환, 푸르밀 회장 신준호, 태광그룹 회장 이호진, 리딩투자증권 회장 박철, KB금융그룹 이사회 의장 이경재, 대상그룹 전무 임세령,펜실베니아대학교(유펜)교수 리사박, 영화 감독 겸 배우 박중훈, 영화 감독 정초신, 조은령, 배우 이서진, 정한용, 가수 윤상, 박선주, 화가 성희승(스타리아) 등이 있다.

## 대중문화 속의 뉴욕 대학교

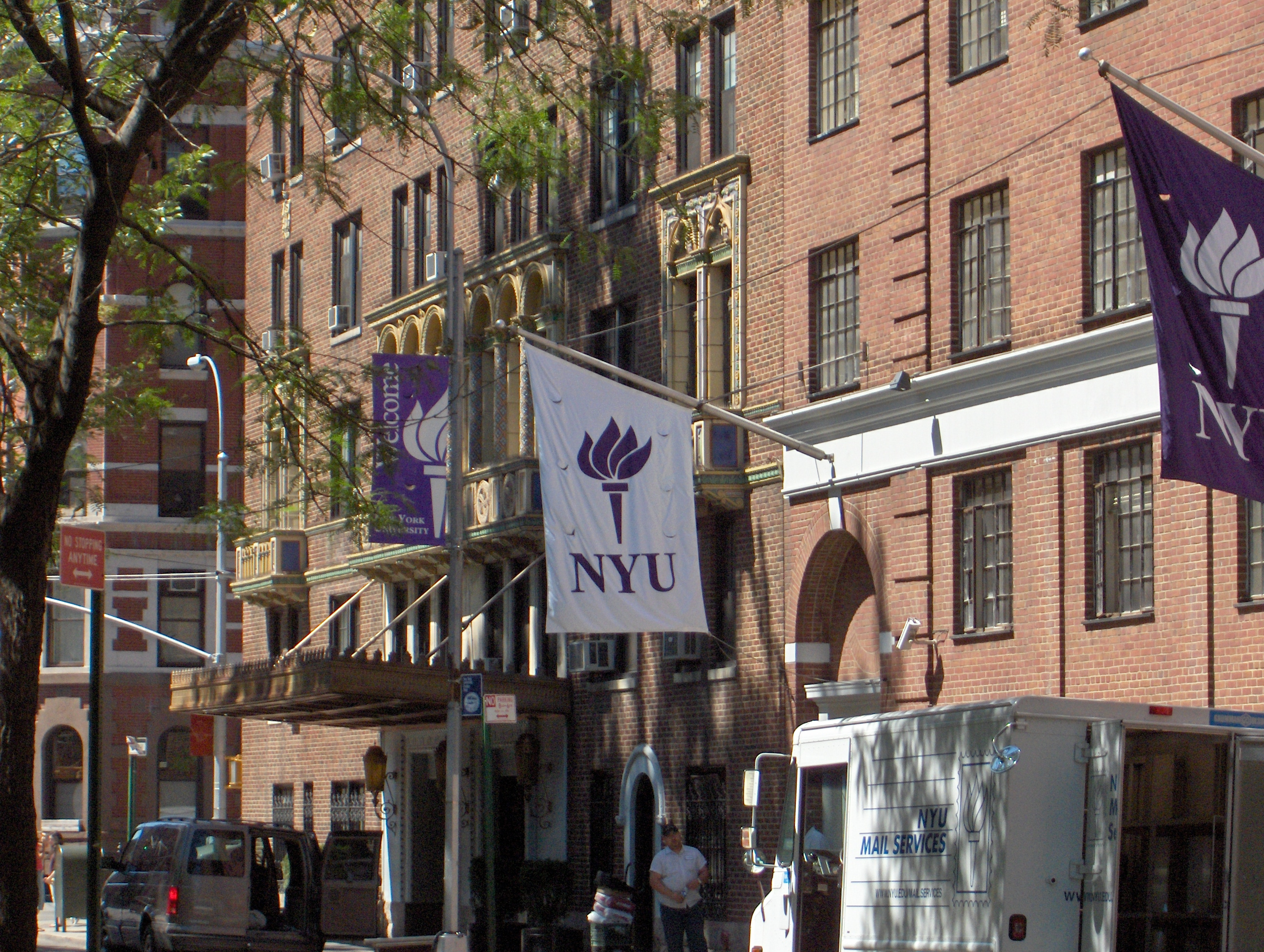
뉴욕 대학교 건물

- 《아메리칸 파이》 (미국 영화, 1999년, 2001년, 2003년, 2012년)
- 《패밀리 맨》 (미국 영화, 2000년)
- 《스텝업 3D》 (미국 영화, 2010년)
- 《인 굿 컴퍼니》 (미국 영화, 2004년)
- 《애니 홀》 (미국 영화, 1977년)
- 《렌트》 (미국 뮤지컬, 1996년~2008년)
- 《펠리시티》 (미국 드라마, 1998년~2002년)
- 《가십걸》 (미국 드라마, 2007년~2012년)
- 《사인필드》 (미국 시트콤, 1989년~1998년)
- 《프렌즈》 (미국 시트콤, 1994년~2004년)
- 《보이 미트 월드》 (미국 시트콤, 1993년~2000년)
- 《윌 앤 그레이스》 (미국 시트콤, 1998년~2006년)
- 《내가 사랑했던 모든 남자들에게》 (미국 드라마, 2021년)

## 갤러리

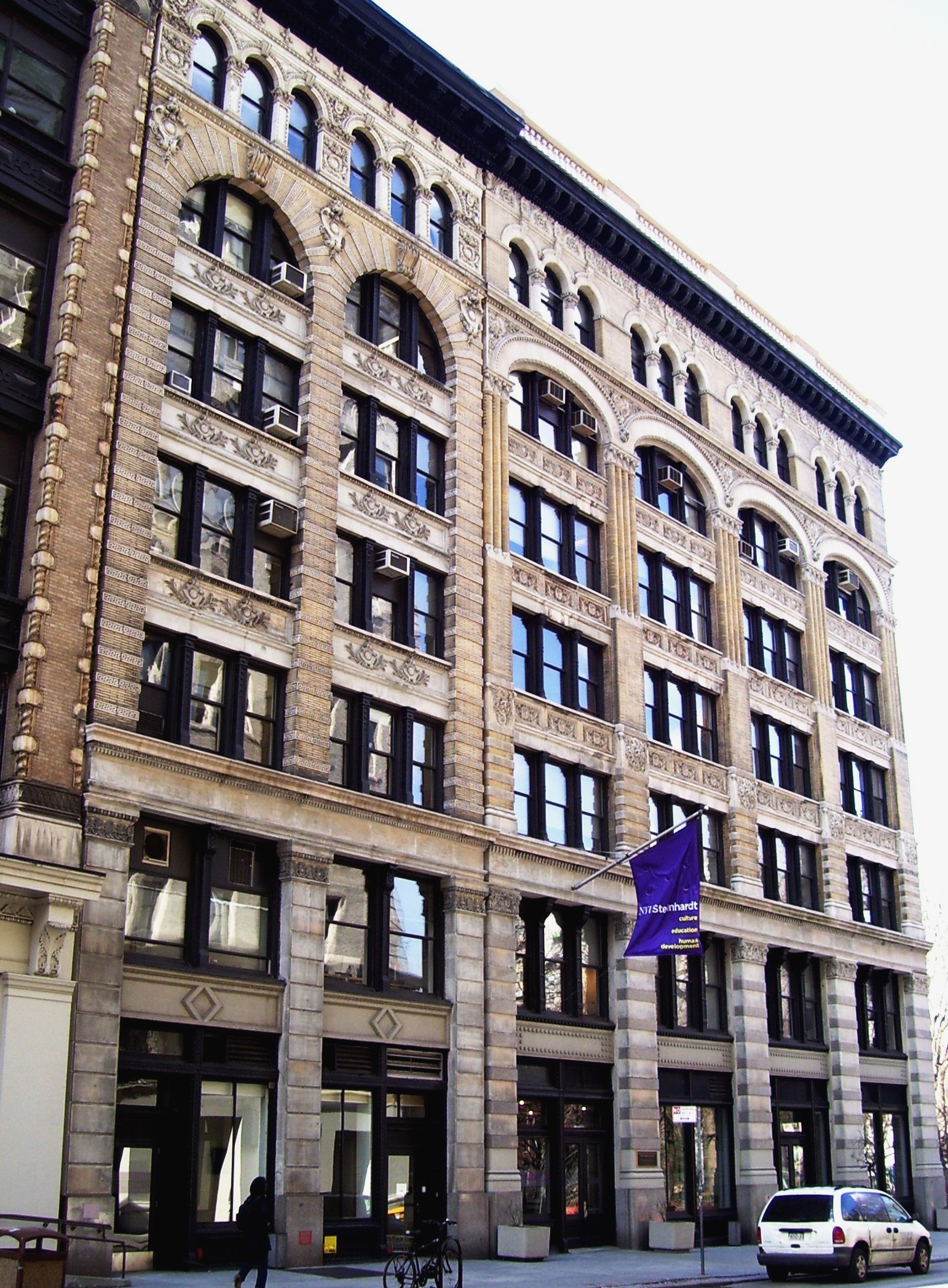
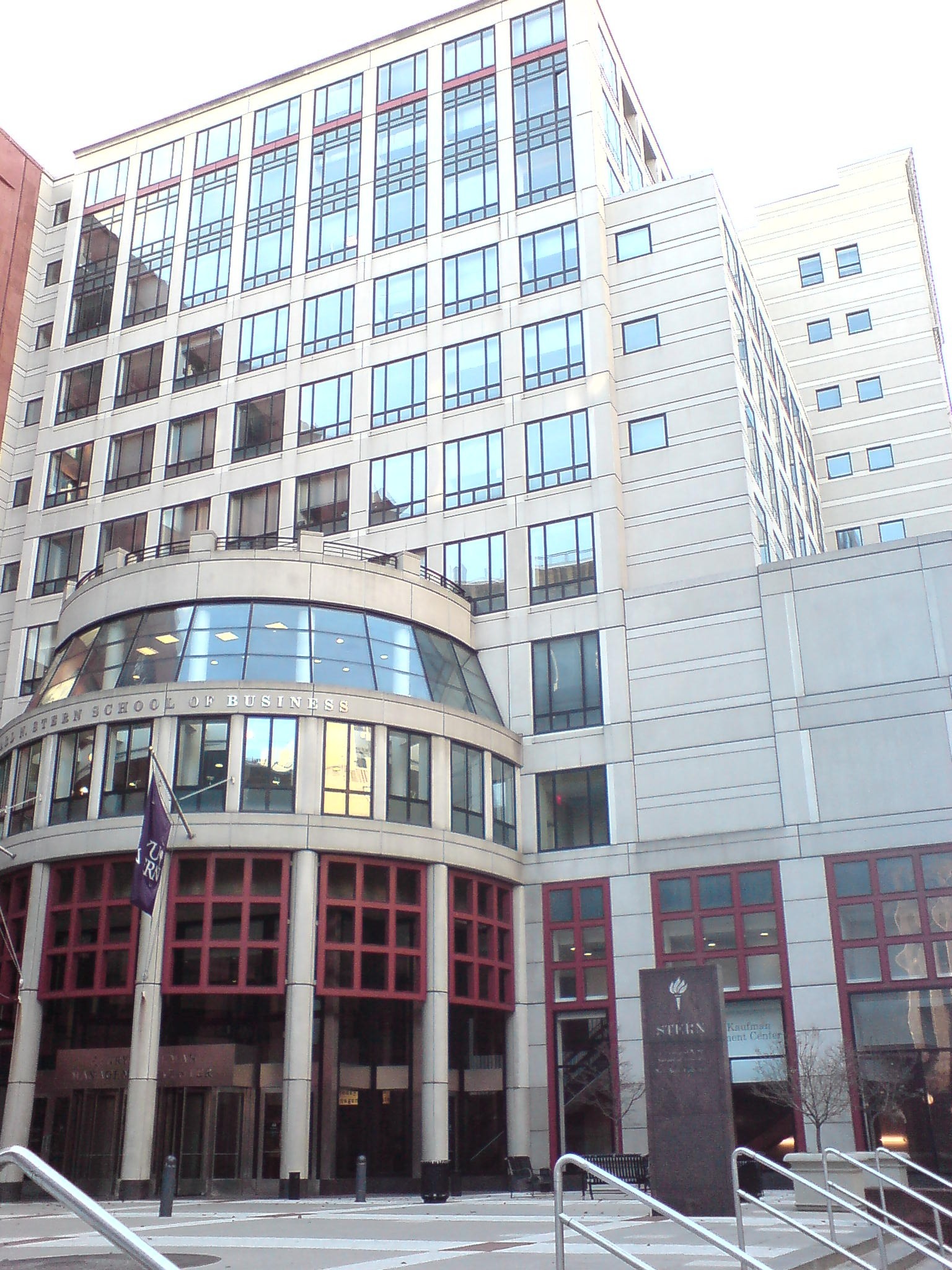
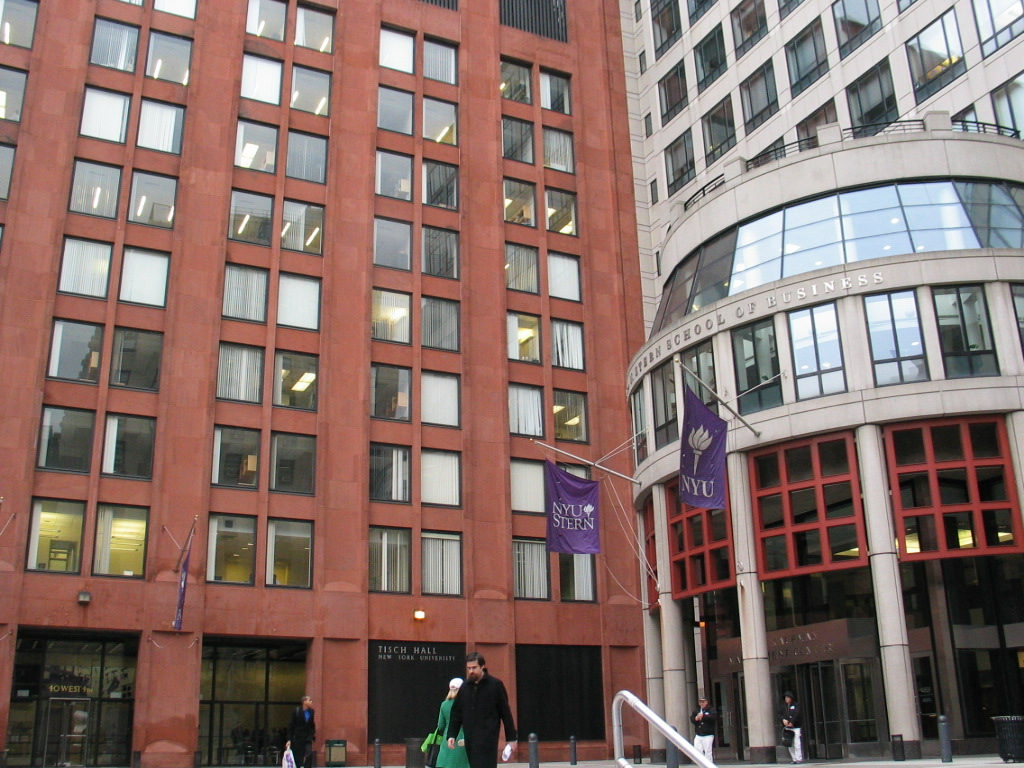
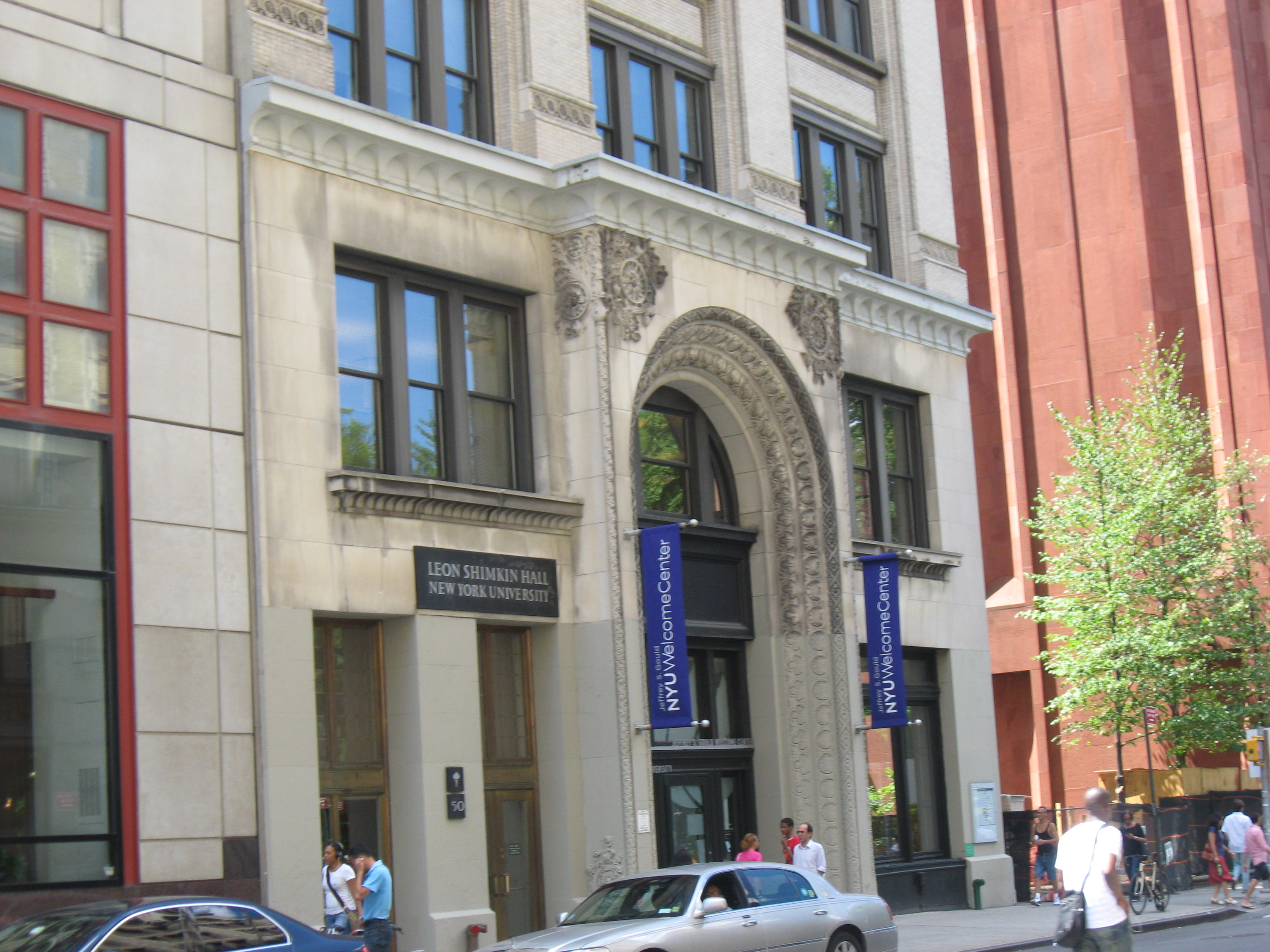
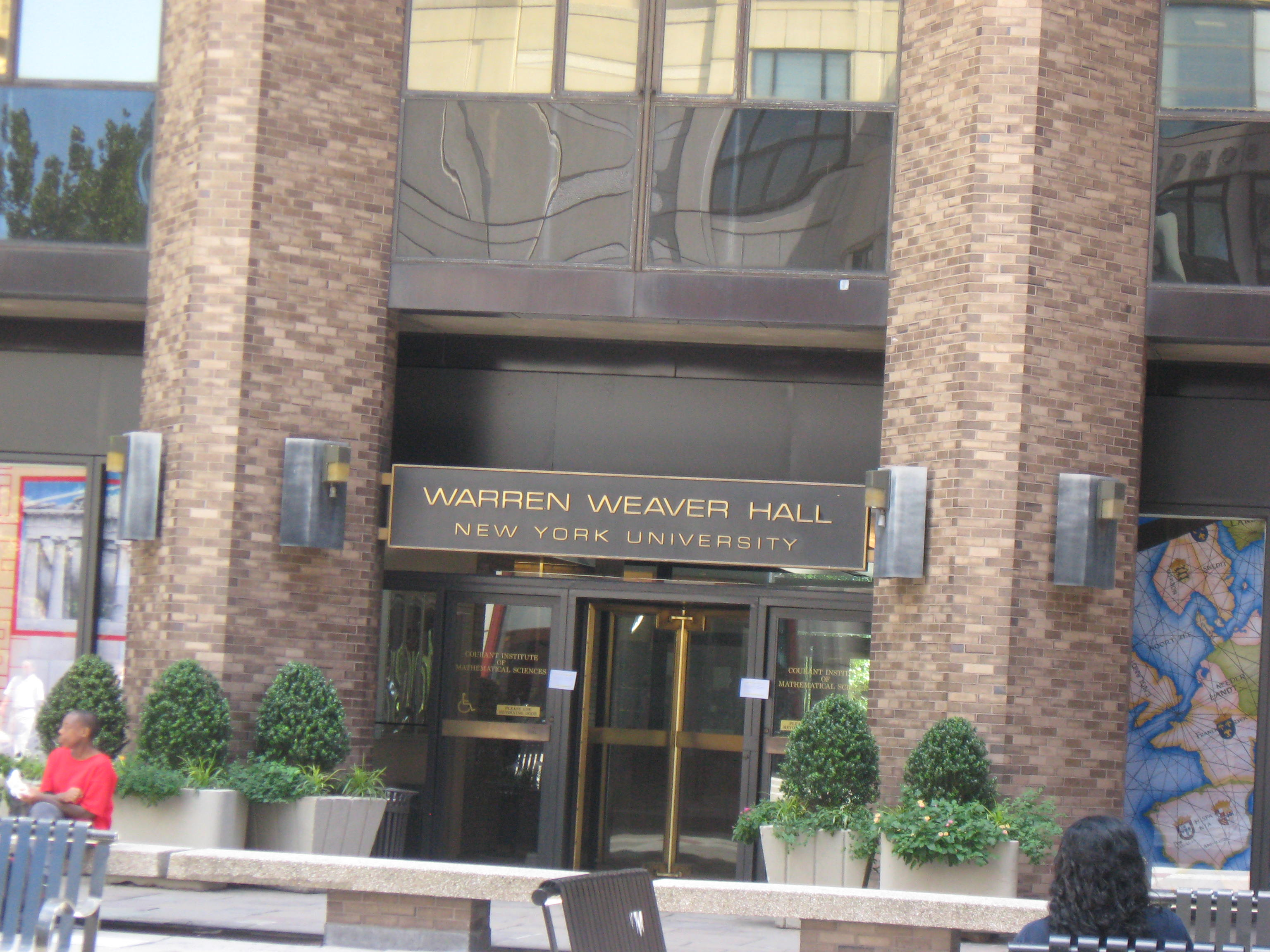
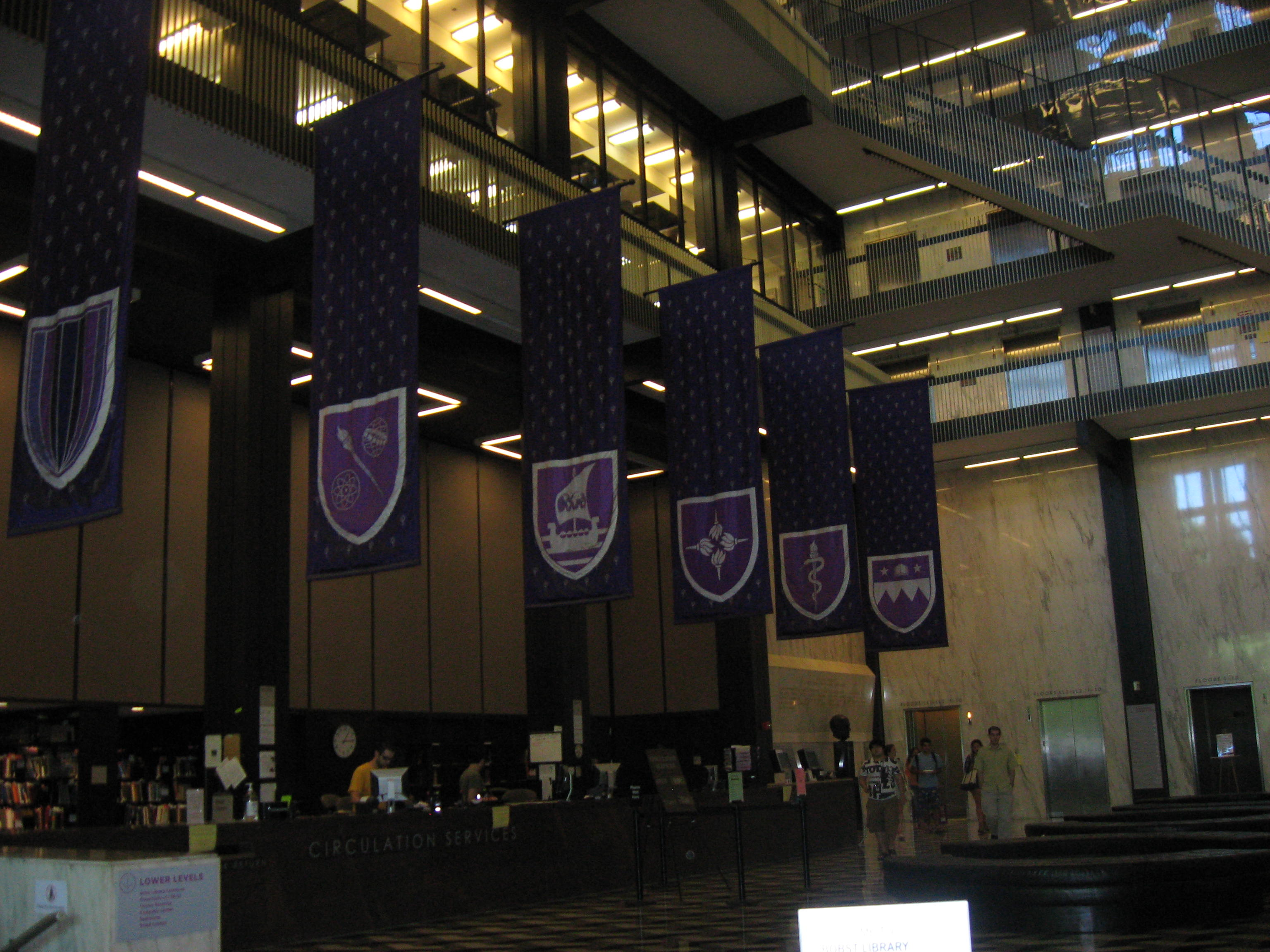
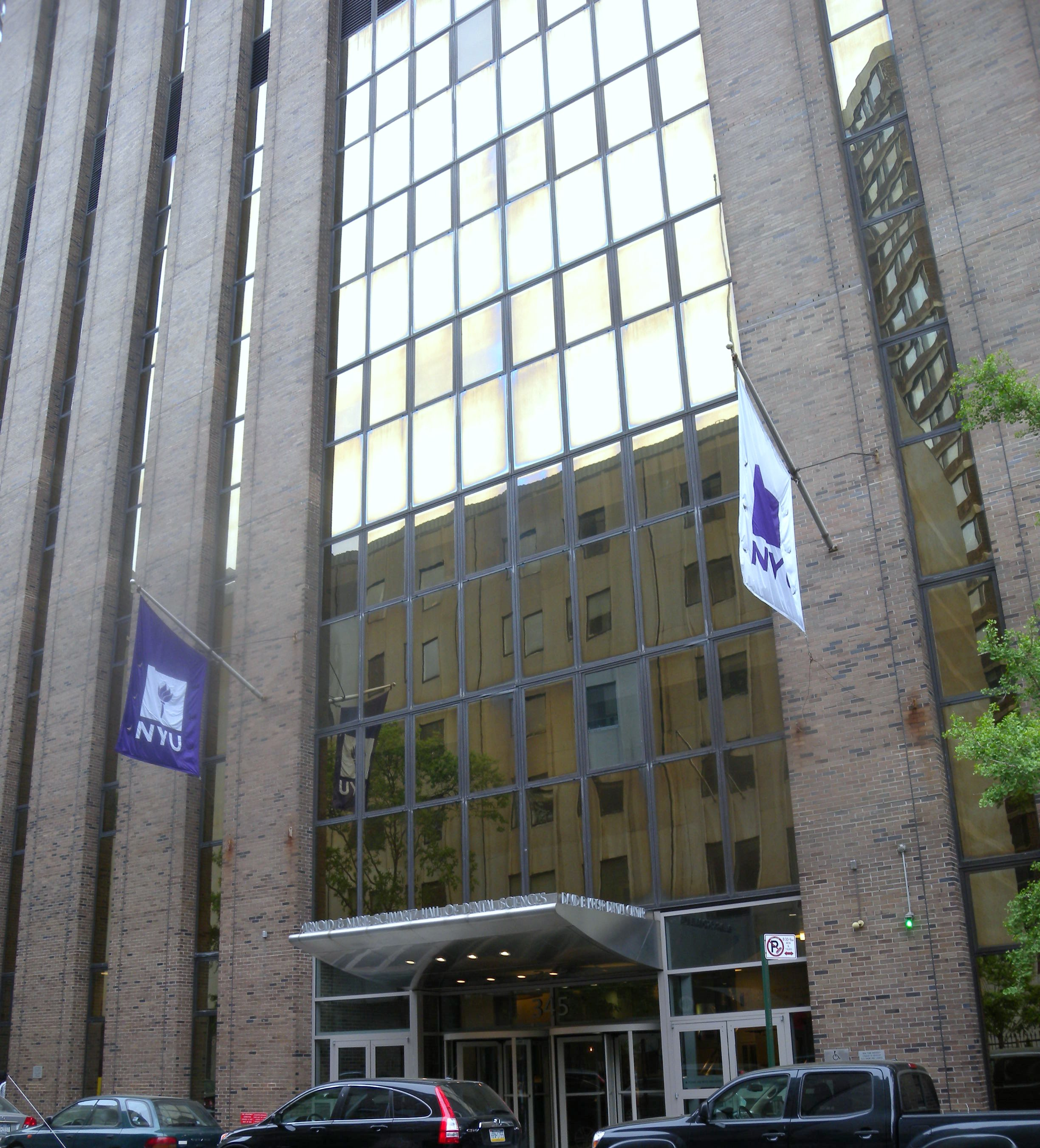
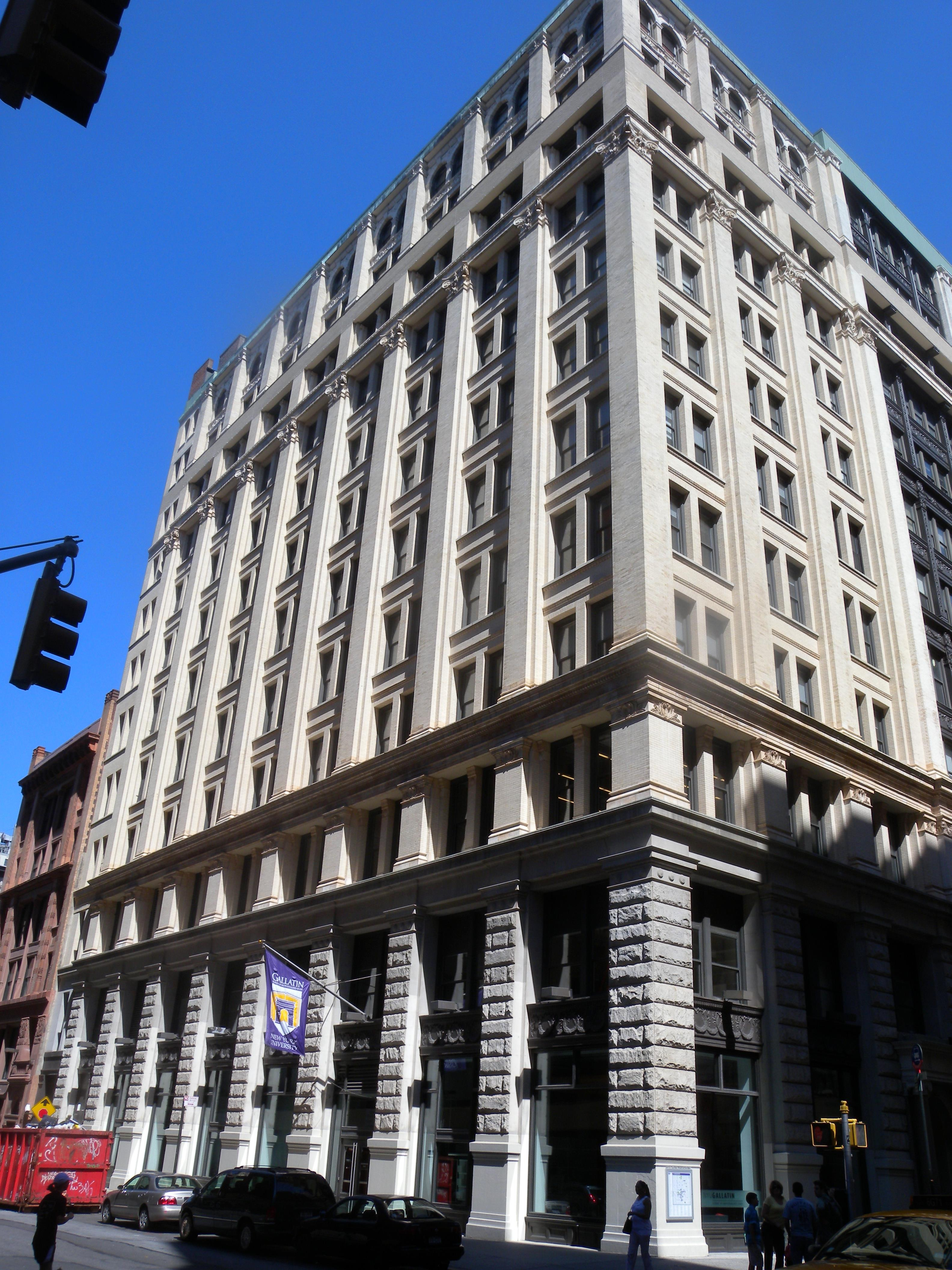
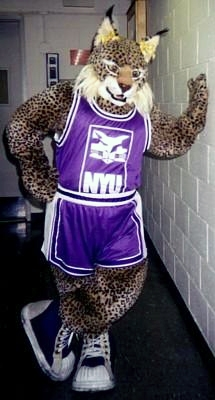
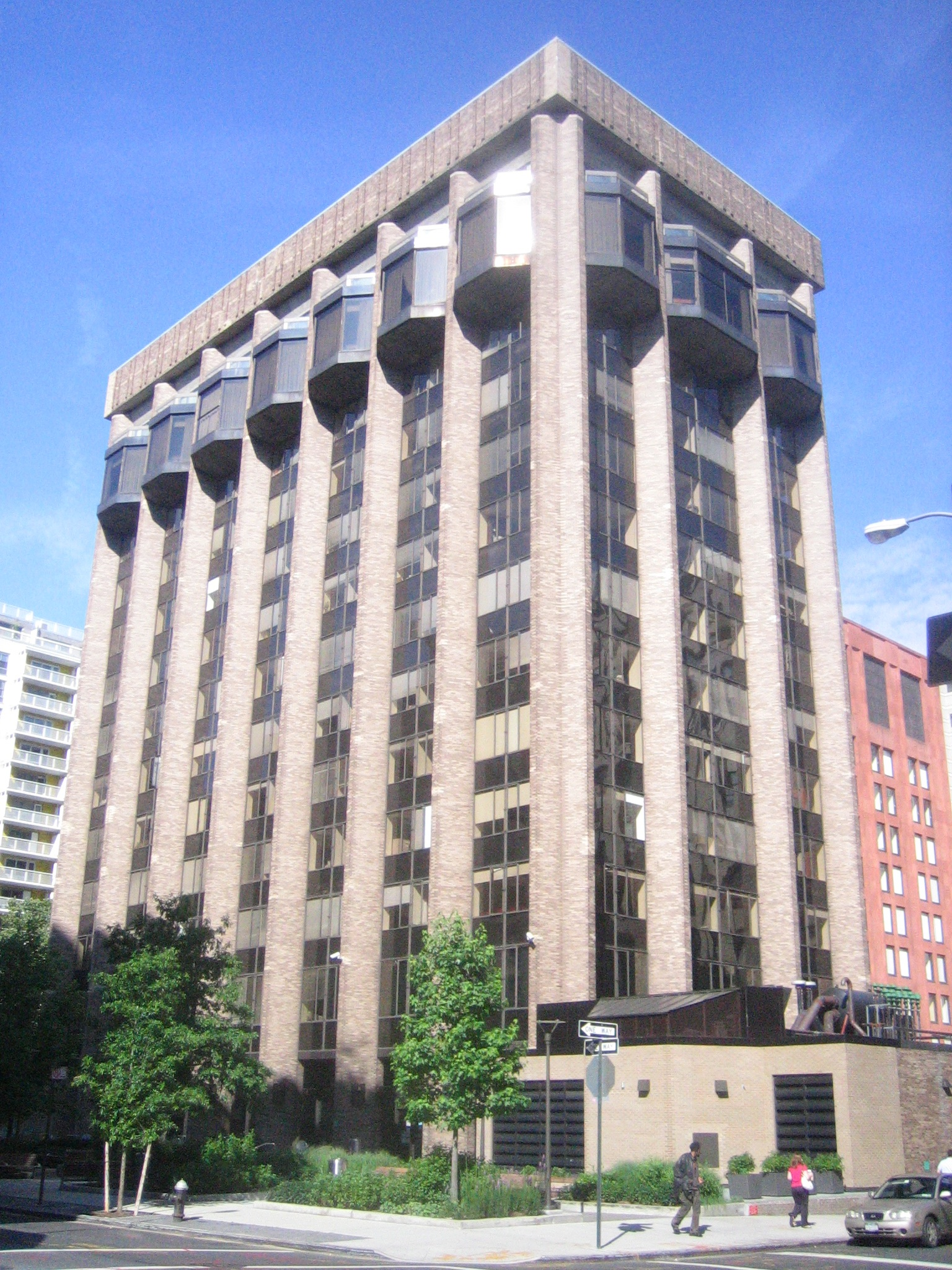
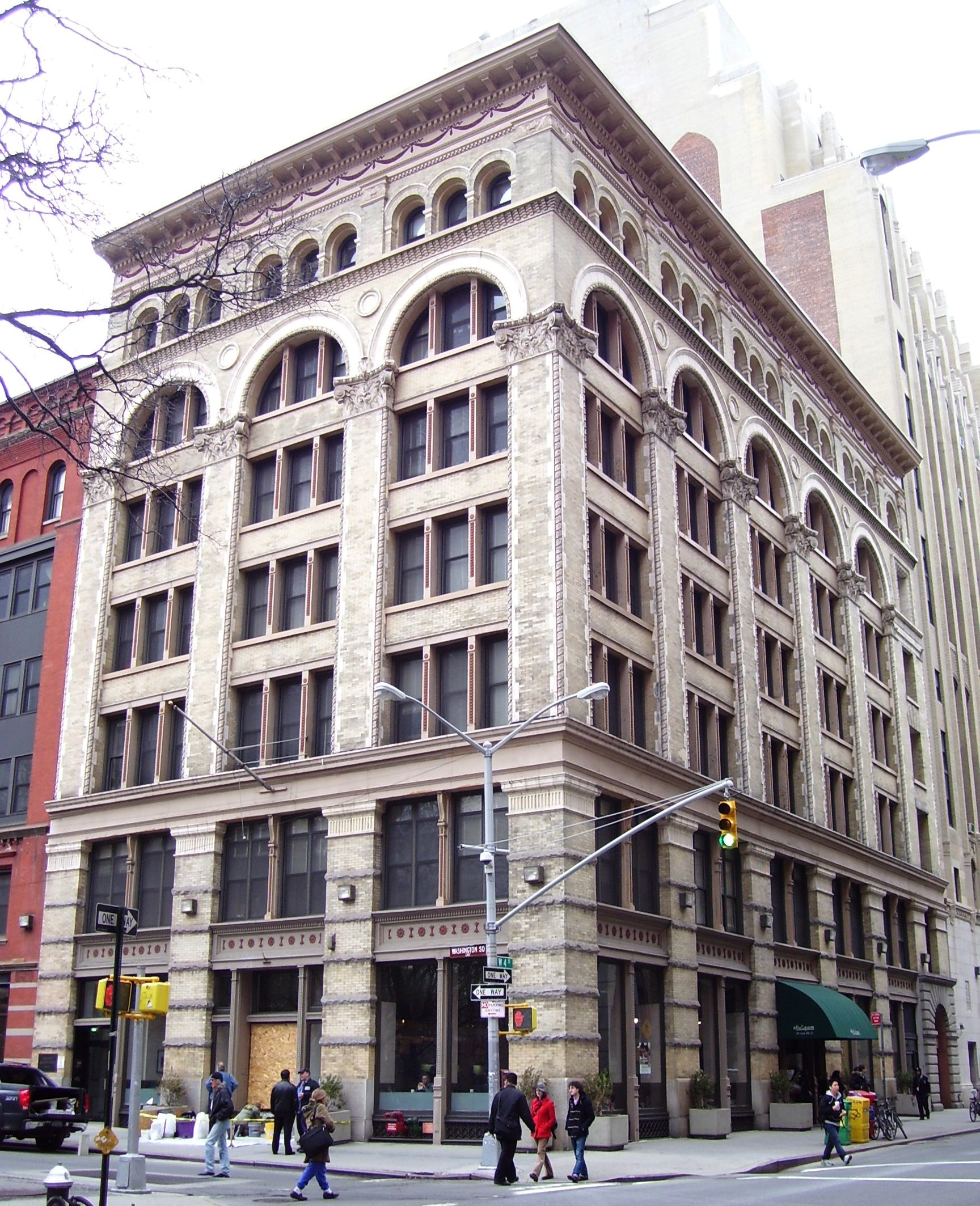
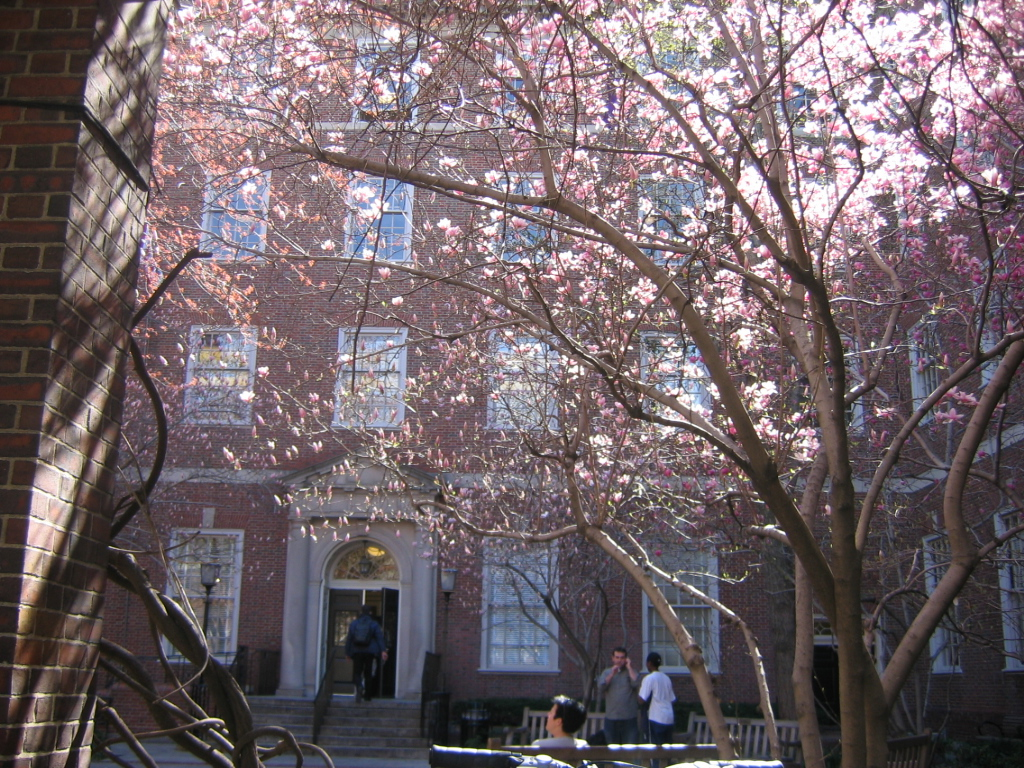
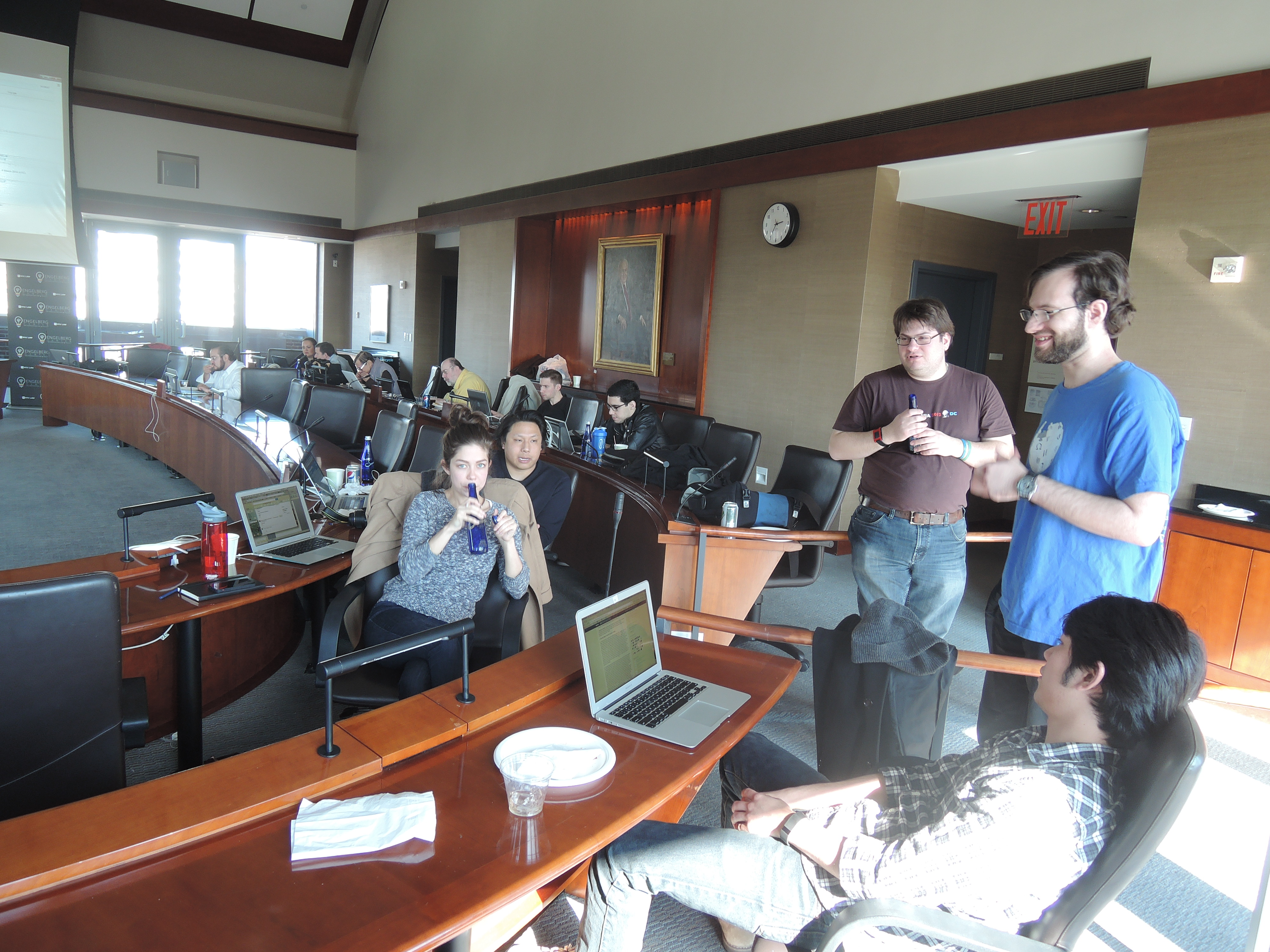
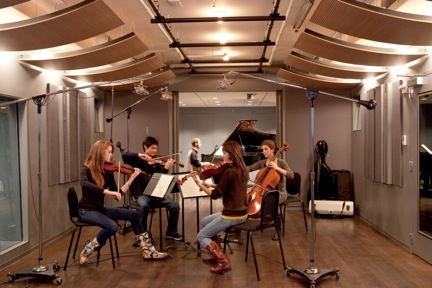
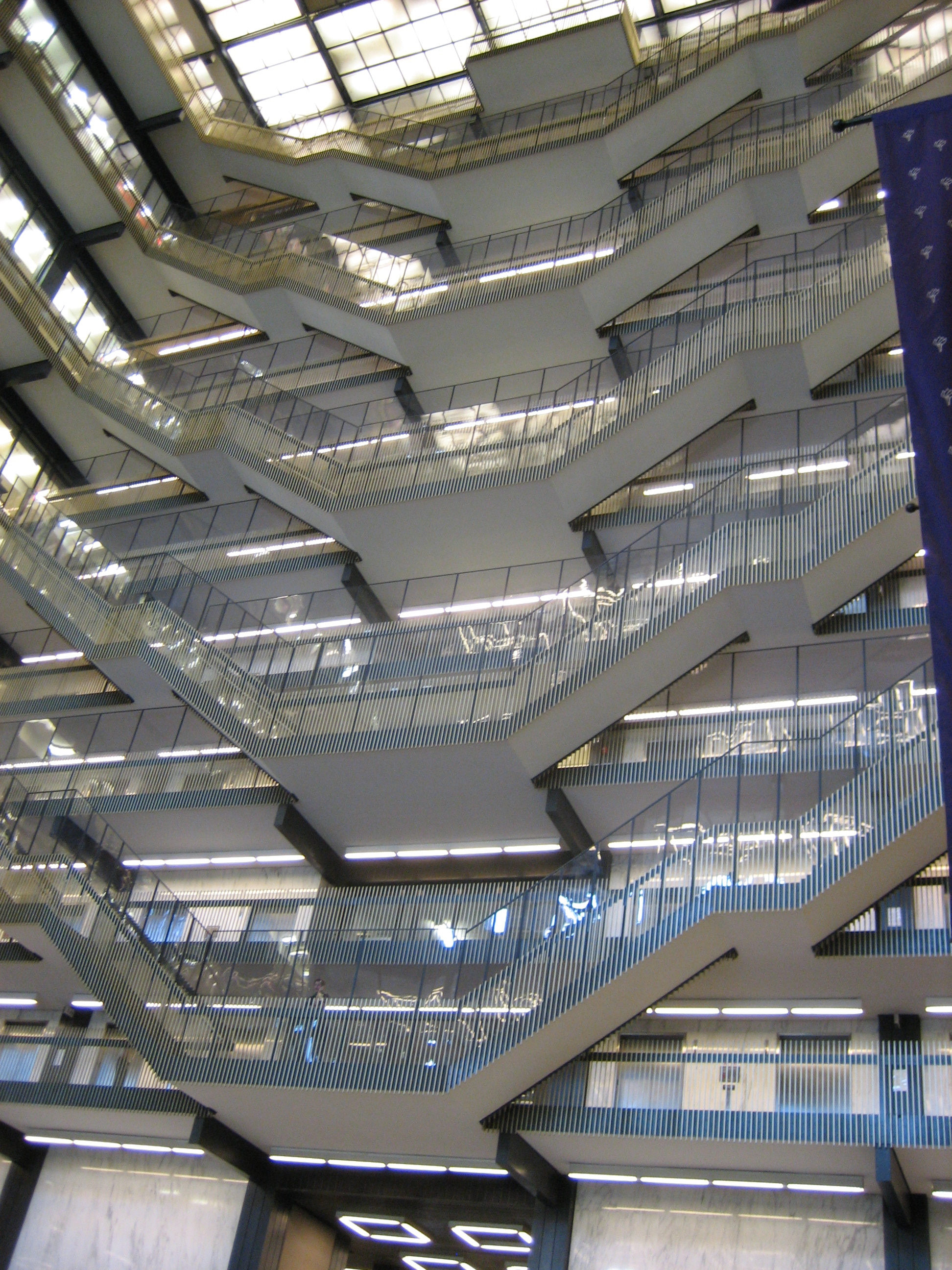

## 같이 보기
- 뉴욕 대학교 로스쿨
- 쿠란트 수학연구소
- 티시 예술대학
- 뉴욕 대학교 아부다비
- 뉴욕 대학교 상하이